# Кубок місячного нового року
Кубок місячного нового року (англ. Lunar New Year Cup) — щорічний футбольний турнір, що проводиться Футбольною асоціацією Гонконгу (HKFA) з 1908 року. Зазвичай він проходить під час святкування китайського нового року. Турнір протягом історії мав велику кількість різних назв, здебільшого у честь спонсорів, найтривалішими з яких була назва Кубок Карлсберга, що існувала з 1986 по 1989 рік і з 1993 по 2006 рік, коли Carlsberg Group був головним спонсором цієї події.

## Історія
У період до та під час Другої світової війни за Кубок місячного нового року змагалися команди з Гонконгу та материкового Китаю. Після цього до турніру стали запрошуватись і іноземні команди.
У 1983 році вперше турнір отримав спонсора, ним стала компанія Solvil et Titus, а турнір розширив фінансові можливості.
З 1993 року у Кубку стали брати участь збірні, втім 2010 року розіграш накладався на чемпіонат Східної Азії, через що знову у турнірі зіграли клубні команди. Цей же формат залишився і на наступні роки.

## Назви кубку і спонсори
| Роки      | Назва кубку                                       | Спонсор                               |
| --------- | ------------------------------------------------- | ------------------------------------- |
| 1983      | Coupe du Solvil et Titus                          | Solvil et Titus                       |
| 1984      | Adidas Gold Cup                                   | Adidas                                |
| 1986-1989 | Carlsberg Cup                                     | Carlsberg                             |
| 1990-1992 | Marlboro Cup                                      | Malboro                               |
| 1993-2006 | Carlsberg Cup                                     | Carlsberg                             |
| 2008      | Wing Lung Bank Cup                                | Wing Lung Bank                        |
| 2010      | Fortis Insurance Company Tiger Lunar New Year Cup | Fortis Insurance Company              |
| 2011      | RedMR Asian Challenge Cup                         | RedMR                                 |
| 2012      | Nikon Asian Challenge Cup                         | Nikon                                 |
| 2013      | China Mobile Satellite Communications Cup         | China Mobile Satellite Communications |
| 2014      | AET Cup                                           | AET                                   |
| 2017      | Nike Lunar New Year Cup                           | Nike                                  |

## Розіграші
| Рік       | Фінал                       | Фінал            | Фінал                    | Матч за 3-тє місце     | Матч за 3-тє місце | Матч за 3-тє місце |
| Рік       | Переможець                  | Рахунок          | Фіналіст                 | 3-тє місце             | Рахунок            | 4-те місце         |
| --------- | --------------------------- | ---------------- | ------------------------ | ---------------------- | ------------------ | ------------------ |
| 1908–1973 | Виставкові матчі            | Виставкові матчі | Виставкові матчі         | Виставкові матчі       | Виставкові матчі   | Виставкові матчі   |
| 1974      | Гонконг                     | Груповий етап    | Жувентус (Сан-Паулу)     | Спортінг (Лісабон)     |                    |                    |
| 1975–1976 | Виставкові матчі            | Виставкові матчі | Виставкові матчі         | Виставкові матчі       | Виставкові матчі   | Виставкові матчі   |
| 1977      | Спарта (Роттердам)          | Груповий етап    | Гонконг                  | Гонконзька ліга        |                    |                    |
| 1978      | КНР                         | Груповий етап    | Серветт                  | Гонконг                |                    |                    |
| 1979      | Гуандонг                    | Груповий етап    | Естерс (футбольний клуб) | Гонконзька ліга        |                    |                    |
| 1980–1981 | Виставкові матчі            | Виставкові матчі | Виставкові матчі         | Виставкові матчі       | Виставкові матчі   | Виставкові матчі   |
| 1982      | Аустрія (Відень)            | 1–0              | Алилуя                   | Сейко                  | 1–1 (5–3) пен.     | Гонконзька ліга    |
| 1983      | Гонконзька ліга             | 2–0              | Алилуя                   | Орхус                  | 3–1                | Бейцзін            |
| 1984      | Партизан                    | 1–0              | Гонконзька ліга          | Деу Роялс              | 2–1                | Люнгбю             |
| 1985      | Hong Kong League British XI | 1–0              | Гонконзька ліга          | Гуанчжоу               | N/A                | Шанхай             |
| 1986      | Парагвай                    | Груповий етап    | Південна Корея           | Гонконзька ліга        |                    |                    |
| 1987      | Брондбю (футбольний клуб)   | 2–0              | Гонконг                  | Бейцзін                | 1–0                | Шанхай             |
| 1988      | Гонконзька ліга             | 0–0 (5–3) пен.   | Орхус                    | Лакі Голдстар          | 3–0                | Далянь Шиде        |
| 1989      | Мальме                      | Груповий етап    | КНР                      | Гонконг                |                    | Оденсе             |
| 1990      | Спарта (Прага)              | 2–0              | КНР                      | Спартак (Москва)       | 4–1                | Гонконзька ліга    |
| 1991      | Гонконзька ліга             | 3–1              | Астон Вілла              | Динамо (Москва)        | 2–0                | Таїланд            |
| 1992      | Гонконзька ліга             | 2–2 (3–2) пен.   | Партизан                 | Стяуа                  | 2–0                | Янг Бойз           |
| 1993      | Швейцарія                   | 3–2              | Гонконзька ліга          | Данія U-21             | 2–1                | Японія             |
| 1994      | Данія                       | 2–0              | Гонконзька ліга          | Румунія League XI      | 2–1                | США                |
| 1995      | Югославія                   | 1–0              | Південна Корея           | Колумбія               | 3–1                | Гонконзька ліга    |
| 1996      | Швеція                      | 1–1 (5–4) пен.   | Японія                   | Польща                 | 1–0                | Гонконзька ліга    |
| 1997      | Росія                       | 2–1              | Швейцарія                | Югославія              | 3–1                | Гонконзька ліга    |
| 1998      | Нігерія                     | 2–0              | Гонконзька ліга          | Іран                   | 1–1 (4–2) пен.     | Чилі               |
| 1999      | Мексика                     | 3–0              | Єгипет                   | Болгарія               | 3–0                | Гонконзька ліга    |
| 2000      | Чехія                       | 2–1              | Мексика                  | Японія                 | 0–0 (6–5) пен.     | Гонконзька ліга    |
| 2001      | Норвегія                    | 2–1              | Гонконзька ліга          | Південна Корея         | 1–1 (6–5) пен.     | Парагвай           |
| 2002      | Гондурас                    | 1–0              | Гонконзька ліга          | Словенія               | 0–0 (4–3) пен.     | КНР                |
| 2003      | Уругвай                     | 1–1 (4–2) пен.   | Іран                     | Данія XI               | 2–1                | Гонконзька ліга    |
| 2004      | Норвегія                    | 3–1              | Гондурас                 | Швеція                 | 3–0                | Гонконзька ліга    |
| 2005      | Бразилія                    | 7–1              | Гонконг                  | всього 2 команди       | всього 2 команди   | всього 2 команди   |
| 2006      | Данія                       | 3–1              | Південна Корея           | Хорватія               | 4–0                | Гонконг            |
| 2007      | Ямайка (U-23)               | 0–0 (5–4) пен.   | Китай (U-23)             | Австралія (U-23)       | 2–2 (5–3) пен.     | Гонконзька ліга    |
| 2008      | Гонконзька ліга             | 2–1              | Хайдук (Спліт)           | Пеньяроль              | 1–1 (5–4) пен.     | Ульсан Хьонде      |
| 2009      | Саут Чайна & Пегасус        | 2–1              | Спарта (Прага)           | Сувон Самсунг Блювінгз | 0–0 (5–4) пен.     | Гонконзька ліга    |
| 2010      | Пхохан Стілерс              | груповий етап    | Кітчі                    | Пегасус                |                    |                    |
| 2011      | Тяньцзінь Теда              | 0–0 (5–3) пен.   | Гуанчжоу Евергранд       | Ульсан Хьонде          | 4–2                | Саут Чайна         |
| 2012      | Соннам                      | 5–1              | Сімідзу С-Палс           | Гуанчжоу Фулі          | 1–1 (3–1) пен.     | Саут Чайна         |
| 2013      | Пусан Ай Парк               | 1–0              | Шанхай СІПГ              | Гонконзька ліга        | 1–0                | Муанг Тонг Юнайтед |
| 2014      | Сітізен & Депортіво Куенка  | 2–0              | Ольяненсе                | Крила Рад (Самара)     | 1–0                | Токіо              |
| 2015      | Нью-Йорк Космос             | 2–2 (4–2) пен.   | Саут Чайна               | лише 2 команди         | лише 2 команди     | лише 2 команди     |
| 2016      | Гонконзька ліга             | 4–0              | Гонконг                  | лише 2 команди         | лише 2 команди     | лише 2 команди     |
| 2017      | Окленд Сіті                 | 1–0              | Кітчі                    | Муанг Тонг Юнайтед     | 1–0                | Сеул               |
| 2018      | Гонконзька ліга             | 4–3              | Гонконг                  | лише 2 команди         | лише 2 команди     | лише 2 команди     |